# Онишковцы (Ровненская область)
Онишковцы (укр. Онишківці) — село в Смыгской поселковой общине Дубенского района Ровненской области Украины.
Население по переписи 2001 года составляло 257 человек. Почтовый индекс — 35683. Телефонный код — 3656. Код КОАТУУ — 5621680409.